# Tournoi masculin de handball aux Jeux olympiques d'été de 2012
Cet article traite de l'épreuve masculine. Pour la compétition féminine, voir Tournoi féminin de handball aux Jeux olympiques d'été de 2012.
Navigation
Pékin 2008 Rio de Janeiro 2016
Le tournoi masculin de handball aux Jeux olympiques d'été de 2012 se tient à Londres du 29 juillet au 12 août 2012. Les matchs du premier tour et les quarts de finale ont lieu au sein de la Copper Box, tandis que les demi-finales et la finale se déroulent à la Basketball Arena. 
Dans ce tournoi, un haut niveau est attendu puisque les sept meilleurs nations du championnat du monde 2011 participent à la compétition. L'une d'elles sort toutefois du lot : la France, championne olympique en titre, a remporté les titres mondiaux en 2009 et 2011 et européen en 2010. La seule fausse note eut lieu au championnat d'Europe 2012 avec une décevante dixième place. Le Danemark, champion d'Europe et finaliste des deux championnats du monde constitue le premier challenger des Français.
Si la phase de poule s'est conclue sans grandes surprises, les quarts de finale ont été des combats serrés : la Hongrie est parvenue après deux prolongations 34 à 33 a écarter une Islande pourtant vice-championne olympique et victorieuse de ses cinq matchs de poule, la France, grâce à son facteur X William Accambray, a renversé un déficit de trois buts face à l'Espagne (23-22), la Croatie s'est imposée de deux buts 25 à 23 face à des Tunisiens qui menaient d'un but à la mi-temps et dans le duel nordique, la Suède, sans grand résultat depuis la retraite de la génération dorée des « Benga boys », écarte 24 à 22 des Danois peu inspirés, à l'image d'un Mikkel Hansen auteur d'un 4/11 peu reluisant. Comme quatre ans plus tôt, les Français retrouvent en demi-finale la Croatie et comme quatre ans plus tôt, les Français s'imposent au terme d'un match maîtrisé (25-22). La seconde demi-finale oppose deux équipes surprises, la Hongrie et la Suède : vainqueurs d'un but 27 à 26, les Suédois se qualifient pour la finale olympique pour la quatrième fois de leur histoire et tenteront donc de faire mieux que les « Benga boys » et leurs trois médailles d'argent.
Si la France avait assez facilement battu son adversaire lors de la phase de poule (29-26, 18-12 à la mi-temps), la Suède a vendu chèrement sa peau en finale. Dans un match très défensif du fait notamment des performances de Thierry Omeyer, la mi-temps est sifflée sur un score de 10 à 8 pour les Bleus et à une minute de la fin du temps réglementaire, Niclas Ekberg permet aux Suédois de revenir à un but. Mais Luc Abalo répond rapidement en marquant le vingt-deuxième but Français, le dernier but suédois arrivant trop tard pour empêcher la France de remporter son deuxième titre olympique (22-21, score final).

## Acteurs du tournoi

### Équipes qualifiées
La Grande-Bretagne, pays organisateur, est qualifiée d'office ainsi que les vainqueurs des dernières compétitions majeures du handball international que sont la France (championne du monde 2011), l'Argentine (vainqueur des jeux panaméricains 2011), la Tunisie (championne d'Afrique des nations 2012) et le Danemark (championne d'Europe 2012).
La Corée du Sud s'est qualifiée le 2 novembre 2011 en remportant le tournoi asiatique de qualification olympique. L'Espagne, la Serbie, la Suède, la Hongrie, la Croatie et l'Islande se sont qualifiés le 8 avril 2012 lors des tournois mondiaux de qualification olympique.
| Compétition                                  | Date                          | Lieu         | Places    | Qualifiés          |
| -------------------------------------------- | ----------------------------- | ------------ | --------- | ------------------ |
| Pays organisateur                            | 6 juillet 2005                | -            | 1         | Grande-Bretagne    |
| Championnats du monde 2011                   | 13 au 30 janvier 2011         | Suède        | 1         | France             |
| Jeux panaméricains 2011                      | 16 au 24 octobre 2011         | Mexique      | 1         | Argentine          |
| Tournoi asiatique de qualification olympique | 23 octobre au 2 novembre 2011 | Corée du Sud | 1         | Corée du Sud       |
| Championnat d'Afrique des nations 2012       | 10 au 21 janvier 2012         | Maroc        | 1         | Tunisie            |
| Championnats d'Europe 2012                   | 15 au 29 janvier 2012         | Serbie       | 1         | Danemark           |
| Tournoi mondial 1 de qualification olympique | 6 au 8 avril 2012             | Espagne      | 2         | Espagne et Serbie  |
| Tournoi mondial 2 de qualification olympique | 6 au 8 avril 2012             | Suède        | 2         | Suède et Hongrie   |
| Tournoi mondial 3 de qualification olympique | 6 au 8 avril 2012             | Croatie      | 2         | Croatie et Islande |
| Total                                        | Total                         | Total        | 12 places | 12 places          |

### Arbitres
La Fédération internationale de handball (IHF) a sélectionné 17 binômes d'arbitres pour les deux tournois, :
- Charlotte et Julie Bonaventura
- Brian Bartlett et Allan Stokes
- Diana-Carmen Florescu et Anamaria Duta
- Lars Geipel (de) et Marcus Helbig (de)
- Carlos Marina et Dario Minore
- Gjorgji Nachevski et Slave Nikolov
- Yalatima Coulibaly et Mamoudou Diabaté
- Kenneth Abrahamsen et Arne M. Kristiansen
- Matija Gubica et Boris Milošević
- M. A. Al-Suwaidi et S. J. Bamutref
- Václav Horáček et Jiří Novotný
- Nenad Krstić et Peter Ljubič
- Per Olesen et Lars Eby Petersen
- Nenad Nikolić et Dušan Stojković
- Oscar Raluy et Ángel Sabroso
- O.M.Z. Al-Marzouqi et M.R.M. Al-Nuaimi
- Nordine Lazaar et Laurent Reveret

Seuls les Slovènes Nenad Krstić et Peter Ljubič ont précédemment participé à des Jeux olympiques, à Pékin en 2008.

### Joueurs
Ce tournoi international est sans aucune restriction d'âge. Chaque nation doit présenter une équipe de maximum quatorze joueurs sur chaque feuille de match et peut remplacer un joueur par un 15e joueur une fois au cours de la compétition.

## Phase de groupe
Les douze équipes qualifiées sont réparties en deux poules de six équipes chacune. Au sein de chaque poule, toutes les équipes se rencontrent. Deux points sont attribués pour une victoire, un pour un match nul, et aucun pour une défaite. Les quatre premières équipes de chaque poule sont qualifiées pour les quarts de finale, les autres sont éliminées de la compétition.
Remarque : toutes les heures correspondent à l'heure d'été du Royaume-Uni (UTC+1).

### Poule A
|   | Équipe          | Pts | J | G | N | P | Bp  | Bc  | Diff |
| - | --------------- | --- | - | - | - | - | --- | --- | ---- |
| 1 | Islande         | 10  | 5 | 5 | 0 | 0 | 167 | 132 | 35   |
| 2 | France          | 8   | 5 | 4 | 0 | 1 | 159 | 110 | 49   |
| 3 | Suède           | 6   | 5 | 3 | 0 | 2 | 156 | 115 | 41   |
| 4 | Tunisie         | 4   | 5 | 2 | 0 | 3 | 121 | 125 | -4   |
| 5 | Argentine       | 2   | 5 | 1 | 0 | 4 | 113 | 138 | -25  |
| 6 | Grande-Bretagne | 0   | 5 | 0 | 0 | 5 | 96  | 192 | -96  |

|  | Qualifié pour les quarts de finale                                                                                     |
|  | Éliminé |
|  | Pts points ; J joués ; G victoires ; N nuls ; P défaites Bp buts marqués ; Bc buts encaissés ; Diff différence de buts |

| 29 juillet 9 h 30 | Islande                   | 31-25     | Argentine       | Copper Box, Londres Affluence : 3 701 Arbitrage : L. Geipel, M. Helbig |
| 29 juillet 9 h 30 | Guðjón Valur Sigurðsson 9 | (15 - 14) | Diego Simonet 5 | Copper Box, Londres Affluence : 3 701 Arbitrage : L. Geipel, M. Helbig |
| 29 juillet 9 h 30 | ×3 ×6                     | Rapport   | ×3 ×1           | Copper Box, Londres Affluence : 3 701 Arbitrage : L. Geipel, M. Helbig |

| 29 juillet 14 h 30 | Suède           | 28 - 21   | Tunisie             | Copper Box, Londres Affluence : 4 155 Arbitrage : O. Raluy López, A. Sabroso |
| 29 juillet 14 h 30 | Dalibor Doder 8 | (16 - 11) | Oussema Boughanmi 6 | Copper Box, Londres Affluence : 4 155 Arbitrage : O. Raluy López, A. Sabroso |
| 29 juillet 14 h 30 | ×3 ×4           | Rapport   | ×3 ×5               | Copper Box, Londres Affluence : 4 155 Arbitrage : O. Raluy López, A. Sabroso |

| 29 juillet 19 h 30 | France            | 44 - 15  | Grande-Bretagne | Copper Box, Londres Affluence : 5 000 Arbitrage : M. Abdulla, S. J. Bamutref |
| 29 juillet 19 h 30 | Guillaume Joli 11 | (21 - 7) | Robin Garnham 6 | Copper Box, Londres Affluence : 5 000 Arbitrage : M. Abdulla, S. J. Bamutref |
| 29 juillet 19 h 30 | ×2                | Rapport  | ×3 ×4 ×1        | Copper Box, Londres Affluence : 5 000 Arbitrage : M. Abdulla, S. J. Bamutref |

| 31 juillet 9 h 30 | Tunisie          | 22 - 32  | Islande           | Copper Box, Londres Affluence : 3 559 Arbitrage : M Al-Nuaimi, O. A. Omar |
| 31 juillet 9 h 30 | Amine Bannour 10 | (8 - 19) | Aron Pálmarsson 8 | Copper Box, Londres Affluence : 3 559 Arbitrage : M Al-Nuaimi, O. A. Omar |
| 31 juillet 9 h 30 | ×4 ×3            | Rapport  | ×4 ×5             | Copper Box, Londres Affluence : 3 559 Arbitrage : M Al-Nuaimi, O. A. Omar |

| 31 juillet 14 h 30 | Grande-Bretagne  | 19 - 41    | Suède            | Copper Box, Londres Affluence : 4 382 Arbitrage : N. Nikolić, D. Stojković |
| 31 juillet 14 h 30 | Steven Larsson 4 | (10 - 24)  | Niclas Ekberg 13 | Copper Box, Londres Affluence : 4 382 Arbitrage : N. Nikolić, D. Stojković |
| 31 juillet 14 h 30 | ×3 ×6 ×1         | 05 Rapport | ×3 ×4            | Copper Box, Londres Affluence : 4 382 Arbitrage : N. Nikolić, D. Stojković |

| 31 juillet 21 h 15 | Argentine                   | 20 - 32  | France             | Copper Box, Londres Affluence : 3 906 Arbitrage : P. Olesen, L. E. Pedersen |
| 31 juillet 21 h 15 | Federico Gastón Fernández 4 | (9 - 17) | Nikola Karabatic 7 | Copper Box, Londres Affluence : 3 906 Arbitrage : P. Olesen, L. E. Pedersen |
| 31 juillet 21 h 15 | ×3 ×2                       | Rapport  | ×3 ×2              | Copper Box, Londres Affluence : 3 906 Arbitrage : P. Olesen, L. E. Pedersen |

| 2 août 11 h 15 | France            | 25 - 19   | Tunisie         | Copper Box, Londres Affluence : 4 670 Arbitrage : N. Nikolić, D. Stojković |
| 2 août 11 h 15 | Daniel Narcisse 7 | (12 - 11) | Amine Bannour 5 | Copper Box, Londres Affluence : 4 670 Arbitrage : N. Nikolić, D. Stojković |
| 2 août 11 h 15 | ×4 ×5             | Rapport   | ×4 ×7           | Copper Box, Londres Affluence : 4 670 Arbitrage : N. Nikolić, D. Stojković |

| 2 août 16 h 15 | Grande-Bretagne  | 21 - 32   | Argentine           | Copper Box, Londres Affluence : 4 581 Arbitrage : Y. N. Coulibaly, M. Diabaté |
| 2 août 16 h 15 | Steven Larsson 6 | (11 - 16) | Sebastian Simonet 6 | Copper Box, Londres Affluence : 4 581 Arbitrage : Y. N. Coulibaly, M. Diabaté |
| 2 août 16 h 15 | ×4               | Rapport   | ×3                  | Copper Box, Londres Affluence : 4 581 Arbitrage : Y. N. Coulibaly, M. Diabaté |

| 2 août 21 h 15 | Suède           | 32 - 33   | Islande           | Copper Box, Londres Affluence : 4 590 Arbitrage : G. Nachevski, S. Nikolov |
| 2 août 21 h 15 | Jonas Källman 9 | (13 - 17) | Aron Pálmarsson 9 | Copper Box, Londres Affluence : 4 590 Arbitrage : G. Nachevski, S. Nikolov |
| 2 août 21 h 15 | ×3              | Rapport   | ×3 ×8             | Copper Box, Londres Affluence : 4 590 Arbitrage : G. Nachevski, S. Nikolov |

| 4 août 9 h 30 | Tunisie        | 34 - 17  | Grande-Bretagne   | Copper Box, Londres Affluence : 4 319 Arbitrage : M. Gubica, B.Milosevic |
| 4 août 9 h 30 | Aymen Toumi 10 | (14 - 8) | Sebastien Edgar 5 | Copper Box, Londres Affluence : 4 319 Arbitrage : M. Gubica, B.Milosevic |
| 4 août 9 h 30 | ×3 ×5          | Rapport  | ×3 ×6             | Copper Box, Londres Affluence : 4 319 Arbitrage : M. Gubica, B.Milosevic |

| 4 août 14 h 30 | Suède           | 29 - 13  | Argentine       | Copper Box, Londres Affluence : 4 592 Arbitrage : O. Raluy López, A. Sabroso |
| 4 août 14 h 30 | Niclas Ekberg 9 | (12 - 8) | Diego Simonet 3 | Copper Box, Londres Affluence : 4 592 Arbitrage : O. Raluy López, A. Sabroso |
| 4 août 14 h 30 | ×4 ×1           | Rapport  | ×3              | Copper Box, Londres Affluence : 4 592 Arbitrage : O. Raluy López, A. Sabroso |

| 4 août 19 h 30 | Islande               | 30 - 29   | France             | Copper Box, Londres Affluence : 4 521 Arbitrage : N. Krstić, P. Ljubič |
| 4 août 19 h 30 | Alexander Petersson 6 | (16 - 15) | Jérôme Fernandez 9 | Copper Box, Londres Affluence : 4 521 Arbitrage : N. Krstić, P. Ljubič |
| 4 août 19 h 30 | ×3 ×7                 | Rapport   | ×2 ×4              | Copper Box, Londres Affluence : 4 521 Arbitrage : N. Krstić, P. Ljubič |

| 6 août 11 h 15 | Argentine       | 23 - 25   | Tunisie         | Copper Box, Londres Affluence : 4 645 Arbitrage : P. Olesen, L. E. Pedersen |
| 6 août 11 h 15 | Diego Simonet 6 | (12 - 12) | Kamel Alouini 7 | Copper Box, Londres Affluence : 4 645 Arbitrage : P. Olesen, L. E. Pedersen |
| 6 août 11 h 15 | ×2 ×7 ×1        | Rapport   | ×3 ×6 ×1        | Copper Box, Londres Affluence : 4 645 Arbitrage : P. Olesen, L. E. Pedersen |

| 6 août 16 h 15 | Islande                   | 41 - 24   | Grande-Bretagne  | Copper Box, Londres Affluence : 4 856 Arbitrage : M. Abdulla, S. J. Bamutref |
| 6 août 16 h 15 | Guðjón Valur Sigurðsson 8 | (18 - 15) | Steven Larsson 9 | Copper Box, Londres Affluence : 4 856 Arbitrage : M. Abdulla, S. J. Bamutref |
| 6 août 16 h 15 | ×3 ×4                     | Rapport   | ×3 ×5            | Copper Box, Londres Affluence : 4 856 Arbitrage : M. Abdulla, S. J. Bamutref |

| 6 août 21 h 15 | France            | 29 - 26   | Suède                  | Copper Box, Londres Affluence : 4 833 Arbitrage : M. Gubica, B.Milosevic |
| 6 août 21 h 15 | Daniel Narcisse 6 | (18 - 12) | Ekberg, K. Andersson 5 | Copper Box, Londres Affluence : 4 833 Arbitrage : M. Gubica, B.Milosevic |
| 6 août 21 h 15 | ×3 ×1             | Rapport   | ×3 ×2                  | Copper Box, Londres Affluence : 4 833 Arbitrage : M. Gubica, B.Milosevic |

### Poule B
|   | Équipe       | Pts | J | G | N | P | Bp  | Bc  | Diff |
| - | ------------ | --- | - | - | - | - | --- | --- | ---- |
| 1 | Croatie      | 10  | 5 | 5 | 0 | 0 | 150 | 109 | 41   |
| 2 | Danemark     | 8   | 5 | 4 | 0 | 1 | 124 | 129 | -5   |
| 3 | Espagne      | 6   | 5 | 3 | 0 | 2 | 140 | 126 | 14   |
| 4 | Hongrie      | 4   | 5 | 2 | 0 | 3 | 114 | 128 | -14  |
| 5 | Serbie       | 2   | 5 | 1 | 0 | 4 | 120 | 131 | -11  |
| 6 | Corée du Sud | 0   | 5 | 0 | 0 | 5 | 115 | 140 | -25  |

|  | Qualifié pour les quarts de finale                                                                                     |
|  | Éliminé |
|  | Pts points ; J joués ; G victoires ; N nuls ; P défaites Bp buts marqués ; Bc buts encaissés ; Diff différence de buts |

| 29 juillet 11 h 15 | Croatie      | 31 - 21  | Corée du Sud      | Copper Box, Londres Affluence : 4 068 Arbitrage : C. M. Marina, D. L. Minore |
| 29 juillet 11 h 15 | Ivan Čupić 8 | (14 - 8) | Yik-yeong Jeong 5 | Copper Box, Londres Affluence : 4 068 Arbitrage : C. M. Marina, D. L. Minore |
| 29 juillet 11 h 15 | ×1 ×4        | Rapport  | ×2 ×6             | Copper Box, Londres Affluence : 4 068 Arbitrage : C. M. Marina, D. L. Minore |

| 29 juillet 16 h 15 | Espagne            | 26 - 21   | Serbie       | Copper Box, Londres Affluence : 4 600 Arbitrage : K. Abrahamsen, A. Kristiansen |
| 29 juillet 16 h 15 | Daniel Sarmiento 5 | (10 - 14) | Momir Ilić 6 | Copper Box, Londres Affluence : 4 600 Arbitrage : K. Abrahamsen, A. Kristiansen |
| 29 juillet 16 h 15 | ×3 ×5              | Rapport   | ×3 ×5        | Copper Box, Londres Affluence : 4 600 Arbitrage : K. Abrahamsen, A. Kristiansen |

| 29 juillet 21 h 15 | Hongrie         | 25 - 27   | Danemark        | Copper Box, Londres Affluence : 5 000 Arbitrage : N. Lazaar, L. Reveret |
| 29 juillet 21 h 15 | Gábor Császár 8 | (10 - 13) | Anders Eggert 9 | Copper Box, Londres Affluence : 5 000 Arbitrage : N. Lazaar, L. Reveret |
| 29 juillet 21 h 15 | ×1 ×7           | Rapport   | ×3 ×5           | Copper Box, Londres Affluence : 5 000 Arbitrage : N. Lazaar, L. Reveret |

| 31 juillet 11 h 15 | Corée du Sud     | 19 - 22 | Hongrie      | Copper Box, Londres Affluence : 4 262 Arbitrage : G. Nachevski, S. Nikolov |
| 31 juillet 11 h 15 | Yik-Yeong, Han 4 | (9 - 7) | Máté Lékai 5 | Copper Box, Londres Affluence : 4 262 Arbitrage : G. Nachevski, S. Nikolov |
| 31 juillet 11 h 15 | ×4 ×3            | Rapport | ×4           | Copper Box, Londres Affluence : 4 262 Arbitrage : G. Nachevski, S. Nikolov |

| 31 juillet 16 h 15 | Serbie        | 23 - 31  | Croatie      | Copper Box, Londres Affluence : 4 827 Arbitrage : V. Horáček, J. Novotný |
| 31 juillet 16 h 15 | Marko Vujin 6 | (9 - 13) | Ivan Čupić 8 | Copper Box, Londres Affluence : 4 827 Arbitrage : V. Horáček, J. Novotný |
| 31 juillet 16 h 15 | ×4 ×3         | Rapport  | ×3 ×4        | Copper Box, Londres Affluence : 4 827 Arbitrage : V. Horáček, J. Novotný |

| 31 juillet 19 h 30 | Danemark        | 24 - 23   | Espagne            | Copper Box, Londres Affluence : 4 368 Arbitrage : N. Krstić, P. Ljubič |
| 31 juillet 19 h 30 | Mikkel Hansen 8 | (13 - 12) | Daniel Sarmiento 5 | Copper Box, Londres Affluence : 4 368 Arbitrage : N. Krstić, P. Ljubič |
| 31 juillet 19 h 30 | ×4 ×6           | Rapport   | ×4 ×1              | Copper Box, Londres Affluence : 4 368 Arbitrage : N. Krstić, P. Ljubič |

| 2 août 9 h 30 | Espagne           | 33 - 29   | Corée du Sud | Copper Box, Londres Affluence : 4 209 Arbitrage : N. Lazaar, L. Reveret |
| 2 août 9 h 30 | Cristian Ugalde 6 | (16 - 14) | Lee 8        | Copper Box, Londres Affluence : 4 209 Arbitrage : N. Lazaar, L. Reveret |
| 2 août 9 h 30 | ×3 ×4             | Rapport   | ×2 ×8        | Copper Box, Londres Affluence : 4 209 Arbitrage : N. Lazaar, L. Reveret |

| 2 août 14 h 30 | Croatie      | 26 - 19  | Hongrie         | Copper Box, Londres Affluence : 4 950 Arbitrage : K. Abrahamsen, A. Kristiansen |
| 2 août 14 h 30 | Ivan Čupić 7 | (11 - 9) | Császár, Nagy 4 | Copper Box, Londres Affluence : 4 950 Arbitrage : K. Abrahamsen, A. Kristiansen |
| 2 août 14 h 30 | ×3 ×6        | Rapport  | ×3 ×2           | Copper Box, Londres Affluence : 4 950 Arbitrage : K. Abrahamsen, A. Kristiansen |

| 2 août 19 h 30 | Serbie        | 25 - 26   | Danemark        | Copper Box, Londres Affluence : 4 504 Arbitrage : L. Geipel, M. Helbig |
| 2 août 19 h 30 | Marko Vujin 7 | (11 - 13) | Mikkel Hansen 7 | Copper Box, Londres Affluence : 4 504 Arbitrage : L. Geipel, M. Helbig |
| 2 août 19 h 30 | ×3 ×7         | Rapport   | ×3 ×2           | Copper Box, Londres Affluence : 4 504 Arbitrage : L. Geipel, M. Helbig |

| 4 août 11 h 15 | Corée du Sud | 22 - 28   | Serbie             | Copper Box, Londres Affluence : 4 525 Arbitrage : Charlotte et Julie Bonaventura |
| 4 août 11 h 15 | Jeong 6      | (10 - 12) | Nikčević, Toskić 5 | Copper Box, Londres Affluence : 4 525 Arbitrage : Charlotte et Julie Bonaventura |
| 4 août 11 h 15 | ×3 ×2        | Rapport   | ×3 ×6 ×1           | Copper Box, Londres Affluence : 4 525 Arbitrage : Charlotte et Julie Bonaventura |

| 4 août 16 h 15 | Croatie                 | 32 - 21  | Danemark           | Copper Box, Londres Affluence : 4 800 Arbitrage : N. Lazaar, L. Reveret |
| 4 août 16 h 15 | Duvnjak, Vori, Horvat 5 | (14 - 9) | Eggert, Lindberg 5 | Copper Box, Londres Affluence : 4 800 Arbitrage : N. Lazaar, L. Reveret |
| 4 août 16 h 15 | ×3 ×2                   | Rapport  | ×3                 | Copper Box, Londres Affluence : 4 800 Arbitrage : N. Lazaar, L. Reveret |

| 4 août 21 h 15 | Hongrie       | 22 - 33   | ' Espagne           | Copper Box, Londres Affluence : 4 280 Arbitrage : V. Horáček, J. Novotný |
| 4 août 21 h 15 | László Nagy 7 | (13 - 16) | Julen Aguinagalde 9 | Copper Box, Londres Affluence : 4 280 Arbitrage : V. Horáček, J. Novotný |
| 4 août 21 h 15 | ×4            | Rapport   | ×3 ×4               | Copper Box, Londres Affluence : 4 280 Arbitrage : V. Horáček, J. Novotný |

| 6 août 9 h 30 | Hongrie        | 26 - 23  | Serbie             | Copper Box, Londres Affluence : 4 159 Arbitrage : K. Abrahamsen, A. Kristiansen |
| 6 août 9 h 30 | Tamás Mocsai 9 | (9 - 11) | Ilić, Prodanović 5 | Copper Box, Londres Affluence : 4 159 Arbitrage : K. Abrahamsen, A. Kristiansen |
| 6 août 9 h 30 | ×4 ×3          | Rapport  | ×3 ×4              | Copper Box, Londres Affluence : 4 159 Arbitrage : K. Abrahamsen, A. Kristiansen |

| 6 août 14 h 30 | Danemark          | 26 - 24   | Corée du Sud | Copper Box, Londres Affluence : 4 546 Arbitrage : M Al-Nuaimi, O. A. Omar |
| 6 août 14 h 30 | Eggert, Knudsen 6 | (13 - 14) | Lee, Eom 6   | Copper Box, Londres Affluence : 4 546 Arbitrage : M Al-Nuaimi, O. A. Omar |
| 6 août 14 h 30 | ×4 ×2             | Rapport   | ×2 ×1        | Copper Box, Londres Affluence : 4 546 Arbitrage : M Al-Nuaimi, O. A. Omar |

| 6 août 19 h 30 | Espagne             | 25 - 30   | Croatie           | Copper Box, Londres Affluence : 4 856 Arbitrage : L. Geipel, M. Helbig |
| 6 août 19 h 30 | Tomás, Entrerríos 5 | (10 - 11) | Lacković, Čupić 7 | Copper Box, Londres Affluence : 4 856 Arbitrage : L. Geipel, M. Helbig |
| 6 août 19 h 30 | ×3                  | Rapport   | ×4 ×2             | Copper Box, Londres Affluence : 4 856 Arbitrage : L. Geipel, M. Helbig |

## Phase finale
|  | Quarts de finale                           | Quarts de finale                            |                                             |                                             | Demi-finales                                | Demi-finales                                |    |  | Finale                                      | Finale                                      |
|  | Quarts de finale                           | Quarts de finale                            |                                             |                                             | Demi-finales                                | Demi-finales                                |    |  | Finale                                      | Finale                                      |
|  |                                            |                                             |                                             |                                             |                                             |                                             |    |  |                                             |                                             |
|  | 8 août 11 h 00, basketball Arena (Londres) | 8 août 11 h 00, basketball Arena (Londres)  |                                             |                                             | 10 août 17 h 00, basketball Arena (Londres) | 10 août 17 h 00, basketball Arena (Londres) |    |  | 12 août 15 h 00, basketball Arena (Londres) | 12 août 15 h 00, basketball Arena (Londres) |
|  | 8 août 11 h 00, basketball Arena (Londres) | 8 août 11 h 00, basketball Arena (Londres)  |                                             |                                             | 10 août 17 h 00, basketball Arena (Londres) | 10 août 17 h 00, basketball Arena (Londres) |    |  | 12 août 15 h 00, basketball Arena (Londres) | 12 août 15 h 00, basketball Arena (Londres) |
|  | [A1] Islande                               | 33                                          |                                             |                                             | 10 août 17 h 00, basketball Arena (Londres) | 10 août 17 h 00, basketball Arena (Londres) |    |  | 12 août 15 h 00, basketball Arena (Londres) | 12 août 15 h 00, basketball Arena (Londres) |
|  | [A1] Islande                               | 33                                          |                                             |                                             | 10 août 17 h 00, basketball Arena (Londres) | 10 août 17 h 00, basketball Arena (Londres) |    |  | 12 août 15 h 00, basketball Arena (Londres) | 12 août 15 h 00, basketball Arena (Londres) |
|  | [B4] Hongrie                               | 34ap                                        |                                             |                                             | 10 août 17 h 00, basketball Arena (Londres) | 10 août 17 h 00, basketball Arena (Londres) |    |  | 12 août 15 h 00, basketball Arena (Londres) | 12 août 15 h 00, basketball Arena (Londres) |
|  | [B4] Hongrie                               | 34ap                                        | Hongrie                                     | 26                                          |                                             |                                             |    |  | 12 août 15 h 00, basketball Arena (Londres) | 12 août 15 h 00, basketball Arena (Londres) |
|  | 8 août 18 h 00, basketball Arena (Londres) |                                             | Hongrie                                     | 26                                          |                                             |                                             |    |  | 12 août 15 h 00, basketball Arena (Londres) | 12 août 15 h 00, basketball Arena (Londres) |
|  |                                            | Suède                                       | 27                                          |                                             |                                             |                                             |    |  | 12 août 15 h 00, basketball Arena (Londres) | 12 août 15 h 00, basketball Arena (Londres) |
|  | [A3] Suède                                 | Suède                                       | 27                                          | 24                                          |                                             |                                             |    |  | 12 août 15 h 00, basketball Arena (Londres) | 12 août 15 h 00, basketball Arena (Londres) |
|  | [A3] Suède                                 |                                             |                                             | 24                                          |                                             |                                             |    |  | 12 août 15 h 00, basketball Arena (Londres) | 12 août 15 h 00, basketball Arena (Londres) |
|  | [B2] Danemark                              | 22                                          |                                             |                                             |                                             |                                             |    |  | 12 août 15 h 00, basketball Arena (Londres) | 12 août 15 h 00, basketball Arena (Londres) |
|  | [B2] Danemark                              | 22                                          | Suède                                       | 21                                          |                                             |                                             |    |  |                                             |                                             |
|  | 8 août 14 h 30, basketball Arena (Londres) |                                             | Suède                                       | 21                                          |                                             |                                             |    |  |                                             |                                             |
|  |                                            | France                                      | 22                                          |                                             |                                             |                                             |    |  |                                             |                                             |
|  | [A2] France                                | France                                      | 22                                          | 23                                          |                                             |                                             |    |  |                                             |                                             |
|  | [A2] France                                | 10 août 20 h 30, basketball Arena (Londres) |                                             | 23                                          |                                             |                                             |    |  |                                             |                                             |
|  | [B3] Espagne                               | 22                                          |                                             |                                             |                                             |                                             |    |  |                                             |                                             |
|  | [B3] Espagne                               | 22                                          | France                                      | 25                                          |                                             |                                             |    |  |                                             |                                             |
|  | 8 août 21 h 30, basketball Arena (Londres) | 8 août 21 h 30, basketball Arena (Londres)  | France                                      | 25                                          | Match pour la 3e place                      | Match pour la 3e place                      |    |  |                                             |                                             |
|  | 8 août 21 h 30, basketball Arena (Londres) | 8 août 21 h 30, basketball Arena (Londres)  |                                             | Croatie                                     | Match pour la 3e place                      | Match pour la 3e place                      | 22 |  |                                             |                                             |
|  | [A4] Tunisie                               | 23                                          | 12 août 11 h 00, basketball Arena (Londres) | 12 août 11 h 00, basketball Arena (Londres) |                                             |                                             | 22 |  |                                             |                                             |
|  | [A4] Tunisie                               | 23                                          | 12 août 11 h 00, basketball Arena (Londres) | 12 août 11 h 00, basketball Arena (Londres) |                                             |                                             |    |  |                                             |                                             |
|  | [B1] Croatie                               | 25                                          |                                             | Hongrie                                     | 26                                          |                                             |    |  |                                             |                                             |
|  | [B1] Croatie                               | 25                                          |                                             | Hongrie                                     | 26                                          |                                             |    |  |                                             |                                             |
|  |                                            |                                             |                                             |                                             |                                             |                                             |    |  | Croatie                                     | 33                                          |
|  |                                            |                                             |                                             |                                             |                                             |                                             |    |  | Croatie                                     | 33                                          |

### Quarts de finale
| 8 août 11 h 00 | Islande                   | 33 - 34 (ap)       | Hongrie       | Basketball Arena, Londres Affluence : 9 063 Arbitrage : N. Lazaar, L. Reveret |
| 8 août 11 h 00 | Guðjón Valur Sigurðsson 8 | (12 - 16, 27 - 27) | László Nagy 9 | Basketball Arena, Londres Affluence : 9 063 Arbitrage : N. Lazaar, L. Reveret |
| 8 août 11 h 00 | Prol. : 3 - 3, 3 - 4      |                    |               | Basketball Arena, Londres Affluence : 9 063 Arbitrage : N. Lazaar, L. Reveret |
| 8 août 11 h 00 | ×3 ×2                     | Rapport            | ×3 ×4         | Basketball Arena, Londres Affluence : 9 063 Arbitrage : N. Lazaar, L. Reveret |

| 8 août 14 h 30 | Espagne        | 22 - 23  | France              | Basketball Arena, Londres Affluence : 8 890 Arbitrage : N. Nikolić, D. Stojković |
| 8 août 14 h 30 | Víctor Tomás 6 | (12 - 9) | William Accambray 7 | Basketball Arena, Londres Affluence : 8 890 Arbitrage : N. Nikolić, D. Stojković |
| 8 août 14 h 30 | ×4 ×3          | Rapport  | ×4 ×3               | Basketball Arena, Londres Affluence : 8 890 Arbitrage : N. Nikolić, D. Stojković |

| 8 août 18 h 00 | Suède           | 24 - 22  | Danemark        | Basketball Arena, Londres Affluence : 9 494 Arbitrage : G. Nachevski, S. Nikolov |
| 8 août 18 h 00 | Dalibor Doder 6 | (11 - 9) | Hans Lindberg 6 | Basketball Arena, Londres Affluence : 9 494 Arbitrage : G. Nachevski, S. Nikolov |
| 8 août 18 h 00 | ×4 ×5           | Rapport  | ×4 ×2           | Basketball Arena, Londres Affluence : 9 494 Arbitrage : G. Nachevski, S. Nikolov |

| 8 août 21 h 30 | Croatie      | 25 - 23   | Tunisie            | Basketball Arena, Londres Affluence : 9 578 Arbitrage : C. M. Marina, D. L. Minore |
| 8 août 21 h 30 | Ivan Čupić 8 | (11 - 12) | Alouini, Jallouz 4 | Basketball Arena, Londres Affluence : 9 578 Arbitrage : C. M. Marina, D. L. Minore |
| 8 août 21 h 30 | ×2 ×3        | Rapport   | ×4 ×5 ×1           | Basketball Arena, Londres Affluence : 9 578 Arbitrage : C. M. Marina, D. L. Minore |

### Demi-finales
| 10 août 17 h 00 | Hongrie         | 26 - 27   | Suède           | Basketball Arena, Londres Affluence : 9 597 Arbitrage : L. Geipel, M. Helbig |
| 10 août 17 h 00 | Gábor Császár 8 | (12 - 15) | Niclas Ekberg 6 | Basketball Arena, Londres Affluence : 9 597 Arbitrage : L. Geipel, M. Helbig |
| 10 août 17 h 00 | ×4 ×3           | Rapport   | ×3 ×5           | Basketball Arena, Londres Affluence : 9 597 Arbitrage : L. Geipel, M. Helbig |

| 10 août 20 h 30 | France                      | 25 - 22   | Croatie         | Basketball Arena, Londres Affluence : 9 849 Arbitrage : K. Abrahamsen, A. Kristiansen |
| 10 août 20 h 30 | Narcisse, Honrubia, Abalo 4 | (12 - 10) | Zlatko Horvat 6 | Basketball Arena, Londres Affluence : 9 849 Arbitrage : K. Abrahamsen, A. Kristiansen |
| 10 août 20 h 30 | ×4 ×2                       | Rapport   | ×4 ×2           | Basketball Arena, Londres Affluence : 9 849 Arbitrage : K. Abrahamsen, A. Kristiansen |

### Match pour la médaille de bronze
| 12 août 11 h 00 | Hongrie            | 26 - 33   | Croatie      | Basketball Arena, Londres Affluence : 9 263 Arbitrage : V. Horáček, J. Novotný |
| 12 août 11 h 00 | Gergely Harsányi 7 | (14 - 19) | Ivan Čupić 8 | Basketball Arena, Londres Affluence : 9 263 Arbitrage : V. Horáček, J. Novotný |
| 12 août 11 h 00 | ×4                 | Rapport   | ×3           | Basketball Arena, Londres Affluence : 9 263 Arbitrage : V. Horáček, J. Novotný |

### Finale
| 12 août 2012 15 h 00 | Suède           | 21 – 22  | France           | Basketball Arena, Londres Affluence : 9 627 Arbitrage : N. Krstić, P. Ljubič |
| 12 août 2012 15 h 00 | Niclas Ekberg 6 | (8 - 10) | Michaël Guigou 5 | Basketball Arena, Londres Affluence : 9 627 Arbitrage : N. Krstić, P. Ljubič |
| 12 août 2012 15 h 00 | ×3 ×4           | Rapport  | ×4 ×2            | Basketball Arena, Londres Affluence : 9 627 Arbitrage : N. Krstić, P. Ljubič |

| Suède                        |    |                     |       |                           |
|                              |    |                     |       |                           |
| G                            | 1  | Mattias Andersson   | /     |                           |
| G                            | 22 | Johan Sjöstrand     | 13/35 |                           |
| P                            | 3  | Mattias Gustafsson  | /     |                           |
| ARG                          | 5  | Kim Andersson       | 3/7   |                           |
| ALG                          | 6  | Jonas Källman       | 2/2   | Suspension                |
| DEF                          | 7  | Magnus Jernemyr     | /     | Carton jaune · Suspension |
| ALD                          | 10 | Niclas Ekberg       | 6/8   |                           |
| DC                           | 15 | Jonas Larholm       | 5/6   | Carton jaune              |
| DEF                          | 18 | Tobias Karlsson     | 0/1   | Carton jaune · Suspension |
| ARD                          | 19 | Johan Jakobsson     | 0/3   |                           |
| ARD                          | 24 | Fredrik Petersen    | 2/3   |                           |
| ARG                          | 25 | Kim Ekdahl du Rietz | 2/6   | Suspension                |
| ALD                          | 32 | Mattias Zachrisson  | /     |                           |
| P                            | 35 | Andreas Nilsson     | 1/1   |                           |
| Entraîneur : Staffan Olsson  |    |                     |       |                           |
| Entr.-adjoint : Ola Lindgren |    |                     |       |                           |

| Suède | Statistiques   | France |
| ----- | -------------- | ------ |
| 21/37 | Buts marqués   | 22/41  |
| 57%   | % réussite     | 54 %   |
| 2/2   | Jets de 7 m    | 3/4    |
| 8 min | Suspensions    | 4 min  |
| 3     | Cartons jaunes | 4      |
| 0     | Cartons rouges | 0      |
| 13/35 | Arrêts         | 11/32  |
| 37%   | % d'arrêts     | 34 %   |

| France                        |                            |                            |                            |                           |
|                               |                            |                            |                            |                           |
| G                             | 12                         | Daouda Karaboué            | /                          |                           |
| G                             | 16                         | Thierry Omeyer             | 11/32                      | Carton jaune              |
| ARG                           | 2                          | Jérôme Fernandez           | 2/3                        |                           |
| DEF                           | 3                          | Didier Dinart              | /                          |                           |
| ARD                           | 4                          | Xavier Barachet            | 4/5                        | Carton jaune              |
| DC                            | 5                          | Guillaume Gille            | /                          |                           |
| P                             | 6                          | Bertrand Gille             | 0/1                        |                           |
| DC                            | 8                          | Daniel Narcisse            | 4/9                        |                           |
| ARG                           | 11                         | Samuel Honrubia            | /                          |                           |
| ARG                           | 13                         | Nikola Karabatic           | 1/5                        | Suspension                |
| ARG                           | 18                         | William Accambray          | 1/1                        |                           |
| ALD                           | 19                         | Luc Abalo                  | 4/8                        |                           |
| P                             | 20                         | Cédric Sorhaindo           | 1/1                        | Carton jaune · Suspension |
| ALG                           | 21                         | Michaël Guigou             | 5/8                        |                           |
| Entraîneur : Claude Onesta    | Entraîneur : Claude Onesta | Entraîneur : Claude Onesta | Entraîneur : Claude Onesta | Carton jaune              |
| Entr.-adjoint : Sylvain Nouet |                            |                            |                            |                           |

## Classement final
Contrairement aux jeux olympiques précédents, il n'y a aucun match de classement autre que ceux attribuant des médailles. Les équipes éliminées en quart de finale et en poules sont classées en fonction de leurs résultats lors des matches de poules.
| Rang                                | Équipe          | J | G | N | P | Bp  | Bc  | Diff |  |
| ----------------------------------- | --------------- | - | - | - | - | --- | --- | ---- |  |
| Médaille d'or, Jeux olympiques      | France          | 8 | 7 | 0 | 1 | 229 | 175 | +54  |  |
| Médaille d'argent, Jeux olympiques  | Suède           | 8 | 5 | 0 | 3 | 228 | 185 | +43  |  |
| Médaille de bronze, Jeux olympiques | Croatie         | 8 | 7 | 0 | 1 | 230 | 183 | +47  |  |
| 4                                   | Hongrie         | 8 | 3 | 0 | 5 | 200 | 221 | –21  |  |
|                                     |                 |   |   |   |   |     |     |      |  |
| 5                                   | Islande         | 6 | 5 | 0 | 1 | 200 | 166 | +34  |  |
| 6                                   | Danemark        | 6 | 4 | 0 | 2 | 146 | 153 | –7   |  |
| 7                                   | Espagne         | 6 | 3 | 0 | 3 | 162 | 149 | +13  |  |
| 8                                   | Tunisie         | 6 | 2 | 0 | 4 | 144 | 150 | –6   |  |
|                                     |                 |   |   |   |   |     |     |      |  |
| 9                                   | Serbie          | 5 | 1 | 0 | 4 | 120 | 131 | –11  |  |
| 10                                  | Argentine       | 5 | 1 | 0 | 4 | 113 | 138 | –25  |  |
| 11                                  | Corée du Sud    | 5 | 0 | 0 | 5 | 115 | 140 | –25  |  |
| 12                                  | Grande-Bretagne | 5 | 0 | 0 | 5 | 96  | 192 | –96  |  |

## Statistiques et récompenses

### Équipe-type
L'équipe du tournoi, appelée aussi « all star team », désigne les sept meilleurs joueurs du tournoi à leur poste respectif.
Lors des Jeux olympiques de 2012, les joueurs la composant étaient, :
- Gardien de but : Thierry Omeyer ( France)
- Arrière gauche : Aron Pálmarsson ( Islande)
- Arrière droit : Kim Andersson ( Suède)
- Demi-centre : Nikola Karabatic ( France)
- Ailier droit : Ivan Čupić ( Croatie)
- Ailier gauche : Jonas Källman ( Suède)
- Pivot : Julen Aguinagalde ( Espagne)

### Statistiques des joueurs
| Rang | Joueur                  | Nation   | Buts | Tirs | %   | 7 m | MJ |
| ---- | ----------------------- | -------- | ---- | ---- | --- | --- | -- |
| 1    | Niclas Ekberg           | Suède    | 50   | 74   | 68% | 17  | 8  |
| 2    | Ivan Čupić              | Croatie  | 49   | 68   | 72% | 14  | 8  |
| 3    | Guðjón Valur Sigurðsson | Islande  | 44   | 66   | 67% | -   | 6  |
| 4    | Gábor Császár           | Hongrie  | 38   | 67   | 57% | 14  | 8  |
| 5    | Aron Pálmarsson         | Islande  | 37   | 63   | 59% | -   | 6  |
| 6    | László Nagy             | Hongrie  | 33   | 71   | 46% | -   | 8  |
| 7    | Anders Eggert           | Danemark | 32   | 44   | 74% | 16  | 6  |
| 7    | Daniel Narcisse         | France   | 32   | 51   | 63% | -   | 8  |
| 7    | Blaženko Lacković       | Croatie  | 32   | 53   | 60% | -   | 8  |
| 7    | Domagoj Duvnjak         | Croatie  | 32   | 58   | 55% | -   | 8  |

| Rang | Joueur            | Nation       | Passes | MJ |
| ---- | ----------------- | ------------ | ------ | -- |
| 1    | Kim Andersson     | Suède        | 35     | 8  |
| 1    | Domagoj Duvnjak   | Croatie      | 35     | 8  |
| 3    | Nikola Karabatic  | France       | 34     | 8  |
| 4    | Mikkel Hansen     | Danemark     | 28     | 6  |
| 4    | László Nagy       | Hongrie      | 28     | 8  |
| 6    | Daniel Narcisse   | France       | 27     | 8  |
| 7    | Aron Pálmarsson   | Islande      | 24     | 6  |
| 8    | Ólafur Stefánsson | Islande      | 20     | 6  |
| 9    | Issam Tej         | Tunisie      | 18     | 6  |
| 10   | Ivano Balić       | Croatie      | 17     | 8  |
| 10   | Jérôme Fernandez  | France       | 17     | 8  |
| 10   | Lee Jae-woo       | Corée du Sud | 17     | 5  |

### Statistiques des gardiens de buts
| Rang | Joueur                 | Nation    | %     | Arrêts | Tirs | MJ |
| ---- | ---------------------- | --------- | ----- | ------ | ---- | -- |
| 1    | Hreiðar Guðmundsson    | Islande   | 43,6% | 48     | 110  | 6  |
| 2    | Johan Sjöstrand        | Suède     | 41,5% | 73     | 176  | 8  |
| 3    | Marcus Cleverly        | Danemark  | 38,8% | 19     | 49   | 6  |
| 4    | Thierry Omeyer         | France    | 37,3% | 94     | 252  | 8  |
| 5    | Arpad Šterbik          | Espagne   | 37,2% | 61     | 164  | 6  |
| 6    | Darko Stanić           | Serbie    | 36,9% | 66     | 179  | 5  |
| 7    | Venio Losert           | Croatie   | 36,5% | 23     | 63   | 8  |
| 8    | Mirko Alilović         | Croatie   | 36,3% | 82     | 226  | 8  |
| 9    | Niklas Landin Jacobsen | Danemark  | 33,5% | 62     | 185  | 6  |
| 10   | Matías Schulz          | Argentine | 32,9% | 46     | 140  | 5  |